# Rikard Sundén
Rikard Sundén (* 5. května 1981, Falun, Švédsko) je švédský hudebník, který od roku 1999 do roku 2012 působil jako kytarista ve švédské metalové skupině Sabaton. V roce 2012 nastaly ve skupině velké personální změny a všichni členové kromě Joakima Brodéna a Pära Sundströma tehdy kapelu opustili. Důvodem odchodu byla dlouhá a vyčerpávající turné. Bývalí členové včetně Sundéna následně na to založili svojí vlastní skupinu Civil War. S tou má Sundén na kontě tři studiová alba.
Roku 2021 byl Sundén odsouzen za sexuální zneužití osmileté dívky a držení dětské pornografie. Švédský soud Sundéna odsoudil na 9 měsíců vězení a udělil mu pokutu ve výši 53 400 švédských korun (zhruba 130 tisíc Kč). V březnu 2021, krátce před odsouzením, kapela Civil War oznámila, že byl Sundén nahrazen novým kytaristou, Thobbem Englundem.